# Phạm Chính Vĩ
Phạm Chính Vĩ (tiếng Trung: 范正伟; sinh năm 1980) là một nhà báo người Trung Quốc, hiện là bí thư kiêm xã trưởng của Thời báo Hoàn Cầu, tờ báo lá cải dưới sự bảo trợ của Nhân Dân nhật báo chính thức của Đảng Cộng sản Trung Quốc, kể từ tháng 12 năm 2021.

## Tiểu sử
Phạm Chính Vỹ sinh ra ở Tuy Đức, Thiểm Tây, vào năm 1980. Ông theo học Đại học Bắc Kinh, tốt nghiệp cử nhân văn chương và thạc sĩ luật. Tháng 12 năm 2021, ông được bổ nhiệm làm bí thư kiêm tổng biên tập Thời báo Hoàn Cầu, kế nhiệm Hồ Tích Tiến.